# Edib Buljubašić
Edib Buljubašić (1964.) bošnjački časnik, serijski ubojica i ratni zločinac, član Glavnog stožera Armije Republike Bosne i Hercegovine. Trenutno izdržava kaznu u Kazneno-popravnom zavodu Zenica zbog četverostrukog ubojstva i ratnih zločina počinjenih nad Srbima u logoru Dretelj.

## Životopis
Buljubašić je rođen u Jurjevićima kod Zenice. Bio je poručnik u Jugoslavenskoj narodnoj armiji. Krajem 1980-ih ubio suprugu i snahu zašto je osuđen na 12 godina zatvora. Početkom rata u Bosni i Hercegovini odlazi u bijeg i pridružuje se Hrvatskim obrambenim snagama. U HOS-u mu je zaštitu od gonjenja pružio Blaž Kraljević, zapovjednik HOS-a. Kraljević je, nedugo zatim, promaknuo Buljubašića u čin poručnika, a sredinom 1992. imenuje ga zamjenikom zapovjednika logora Dretelj kod Čapljine. Nakon raspada HOS-a 1993. postaje pripadnik Armije Republike Bosne i Hercegovine gdje zapovjeda diverzantskom odredu u Trećem korpusu ARBiH. Buljubašićev izvidničko-diverzantski odred sudjelovao je u ubijanju, pljačkanju i maltretiranju hrvatskih civila u općini Vareš u listopadu 1993.
Kasnije je ubio i vlastitog oca te portira jednog zeničkog poduzeća te je uz to je pokušao izvršiti i još jedno ubojstvo, zbog čega je osuđen na 34 godina zatvora. Zajedno s bivšim HOS-ovcima Ivanom Zelenikom, Srećkom Hercegom, Ivanom Medićem i Marinom Grubišić-Fejzić, suđen je i za ratne zločine počinjene u logoru Dretelj. Bio je svjedok optužbe u slučaju Dretelj u Norveškoj i Švedskoj, a na osnovi njegovog svjedočenja uhićeni su bivši HOS-ovci Ahmed Makitan, Mirsad Repak i Džeki Arklov, državljani tih država. Za mučenja u Dretelju Buljubašić je optužio i Vinka Martinovića Štelu i Miru Hrstića, također bivše HOS-ovce. Sud Bosne i Hercegovine osudio ga je 14. travnja 2015. na šest godina zatvora zbog zločina počinjenih nad Srbima u logoru Dretelj.
Buljubašić se u kolovozu 2013. oženio Mensurom Sivac. U zatvoru je izdao knjigu Zašto sam ubio oca (2005.).